# Campoplex sugiharai
Campoplex sugiharai är en stekelart som först beskrevs av Tohru Uchida 1932.  Campoplex sugiharai ingår i släktet Campoplex och familjen brokparasitsteklar.

## Underarter
Arten delas in i följande underarter:
- C. s. australis
- C. s. okinawensis